# Італіка (Амфітеатр)
 Театр (Італіка, Севілья, Андалузія) (ісп. Anfiteatro de Itálica) — амфітеатр у колишньому давньоримському місті Італіка, розкопаний археологами неподалік сучасного міста Севілья, Іспанія.

## Історія
Потреба в театральній споруді виникла в місті Італіка на початку другого століття нашої ери. Давньоримська колонізація південних земель Іберійського півострова супроводжувалась заснуванням нових міст, будівництвом фортифікованих таборів для римських легіонів, побудовою храмів, створенням сільськогосподарських садиб і заміських вілл, розвідкою корисних копалин, побудовою кам'яних театрів і цирків. Одним з них і став амфітеатр у місті Італіка на півдні Іберії.

## Опис споруди амфітеатру

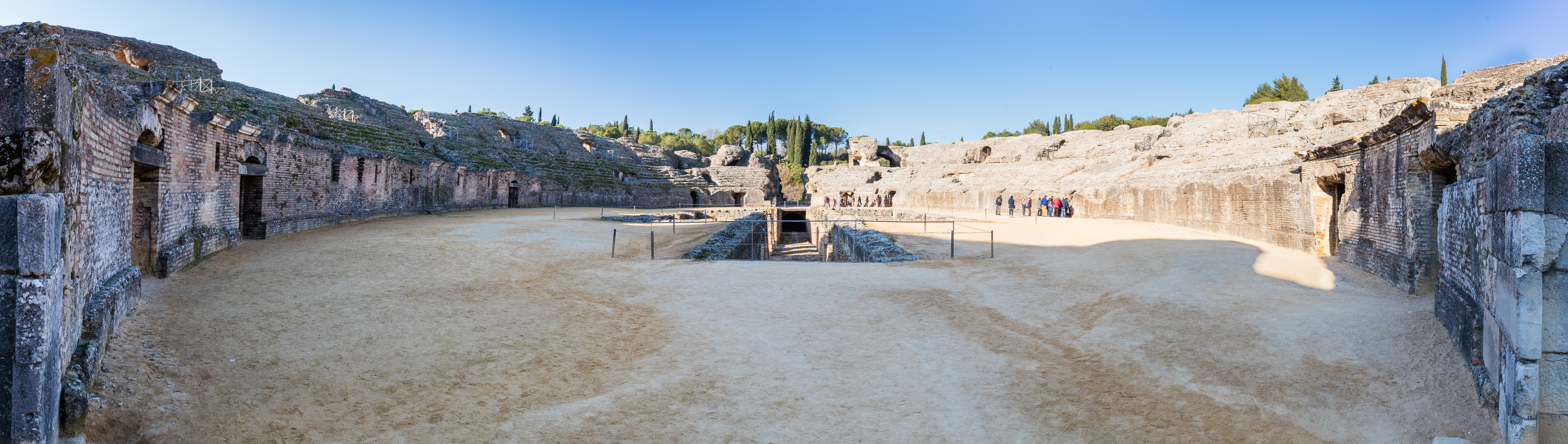

Амфітеатр вибудовано за часів правління імператора Адріана у період 117–138 років н. е. Він мав вигляд видовженого овалу і розміри 160 х 137 метрів. Близькі до нього розміри мав також амфітеатр в Ель-Джемі, сучасний Туніс. Амфітеатр призначався для боїв гладіаторів та театралізованих двобоїв із дикими тваринами.
Під дерев'яною підлогою арени були облаштовані окремі, хрещаті в плані, приміщення для диких тварин і працівників обслуги.
Трибуни для глядачів були розділені на три частини. Найближча частина до арени призначалась для місцевого уряду і багатіїв міста. Вона мала шість рядів, вісім арок вхідних отворів. Середня частина призначалася для чоловіків, мешканців міста, і мала 12 рядів і 14 арок вхідних отворів.
Найменше збереженою дотепер була частина, колись розташована по-під тентами і найдальша від арени. Вона призначалась для жінок міста та дітей.
Амфітеатр вибудовано з використанням каменю, цегли і мармуру. Всі конструкції створені з дешевих будівельних матеріалів і приховані за коштовними стулками ретельно обробленого мармуру.
За сучасними підрахунками цирк могли відвідати близько 25000 глядачів. Тобто, він належав до найбільших за розмірами в Римській імперії.
Окрім амфітеатру місто Італіка мало також окрему споруду для суто театру, теж розкопаного археологами. Непогано збереглась глядацька зала, сцена, погано збережена лише архітектурна декорація за сценою.

## Галерея

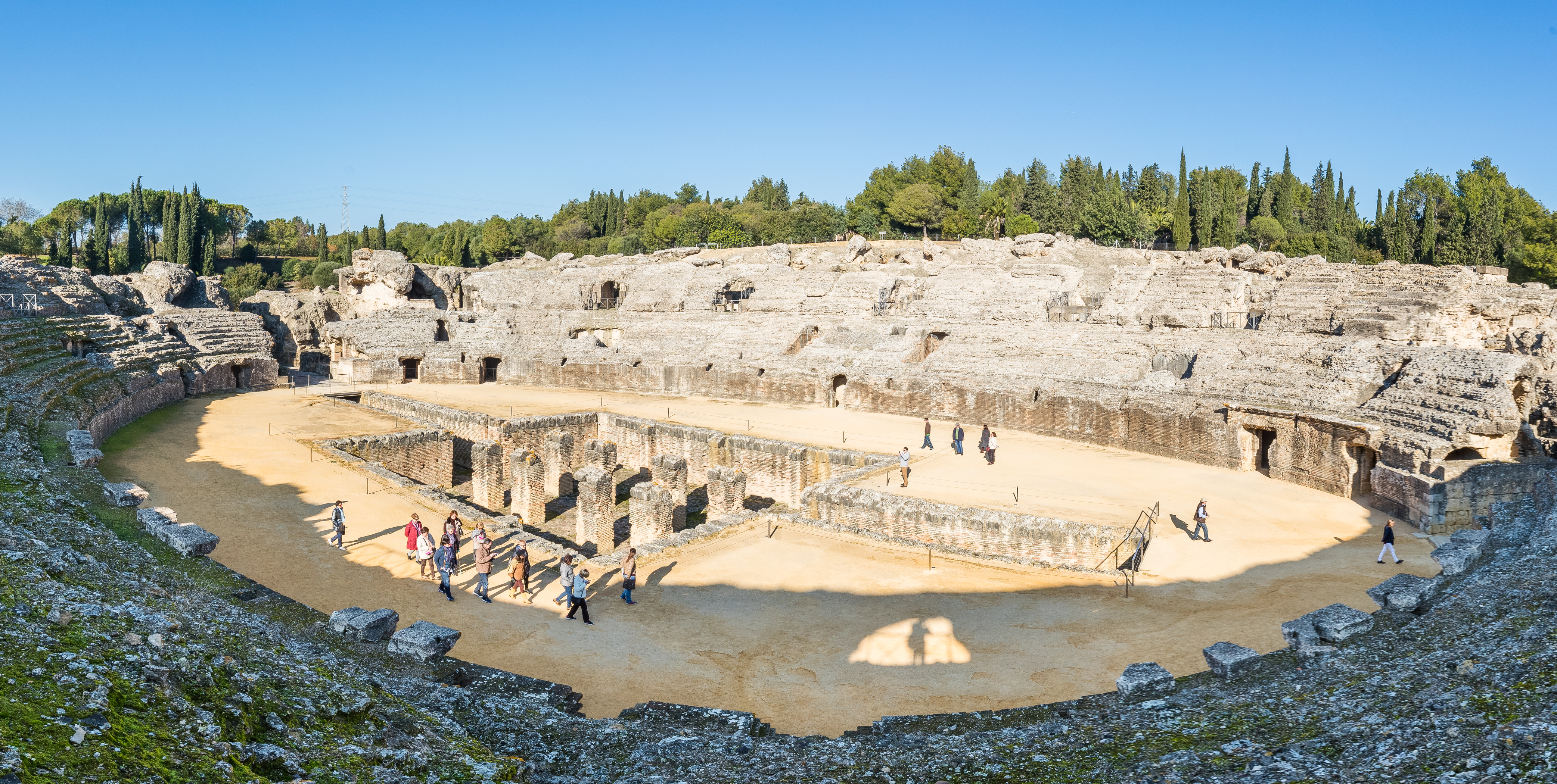
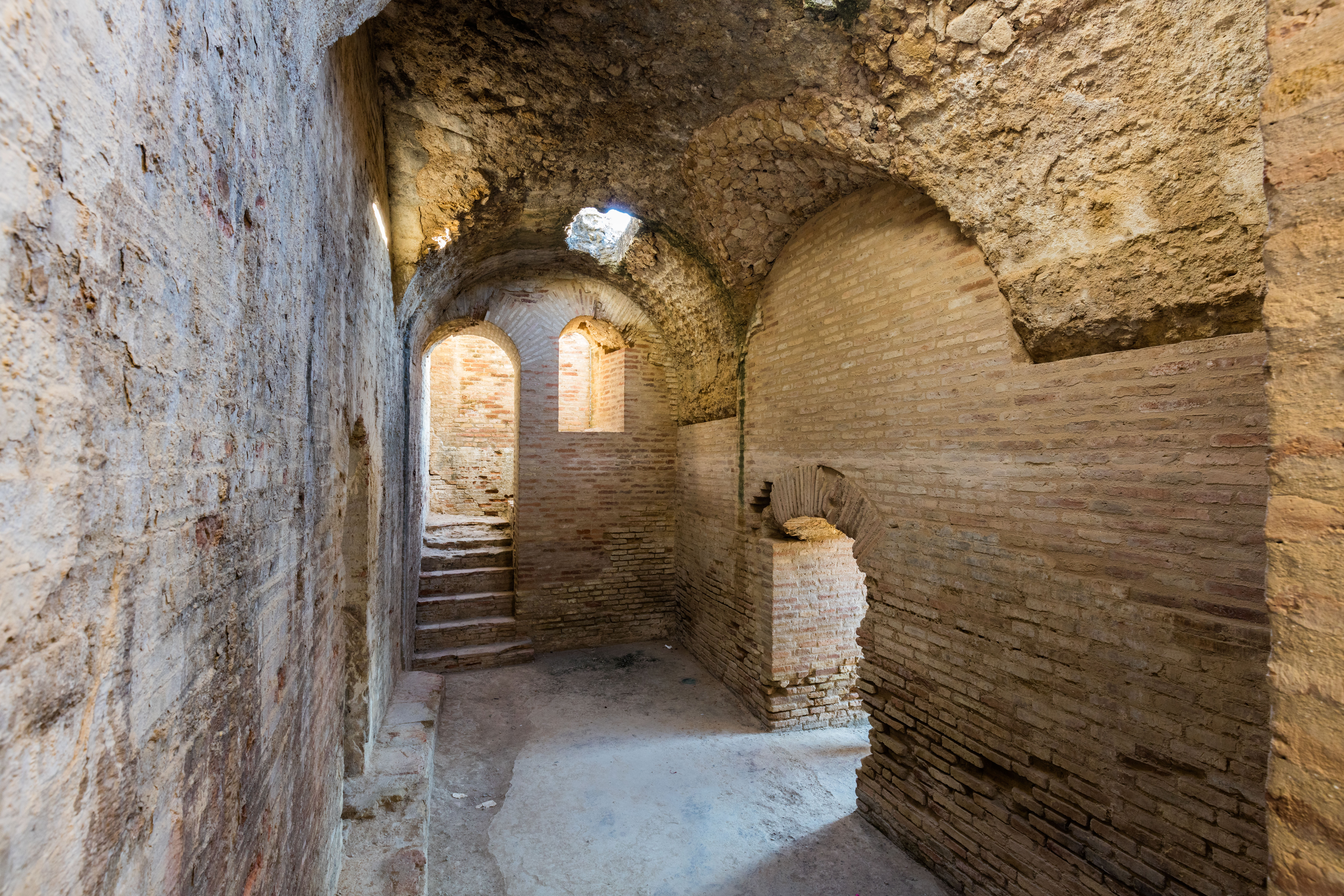
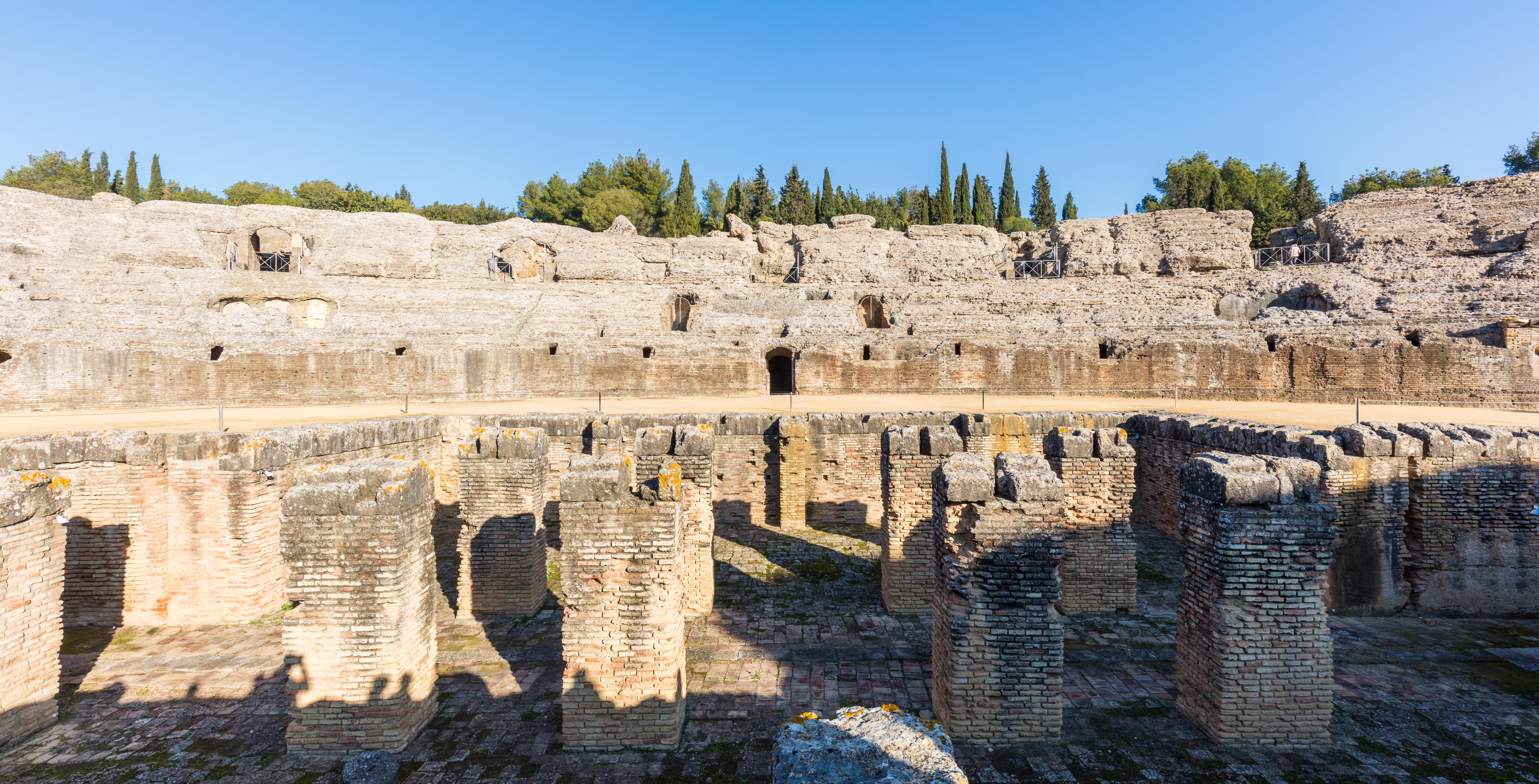
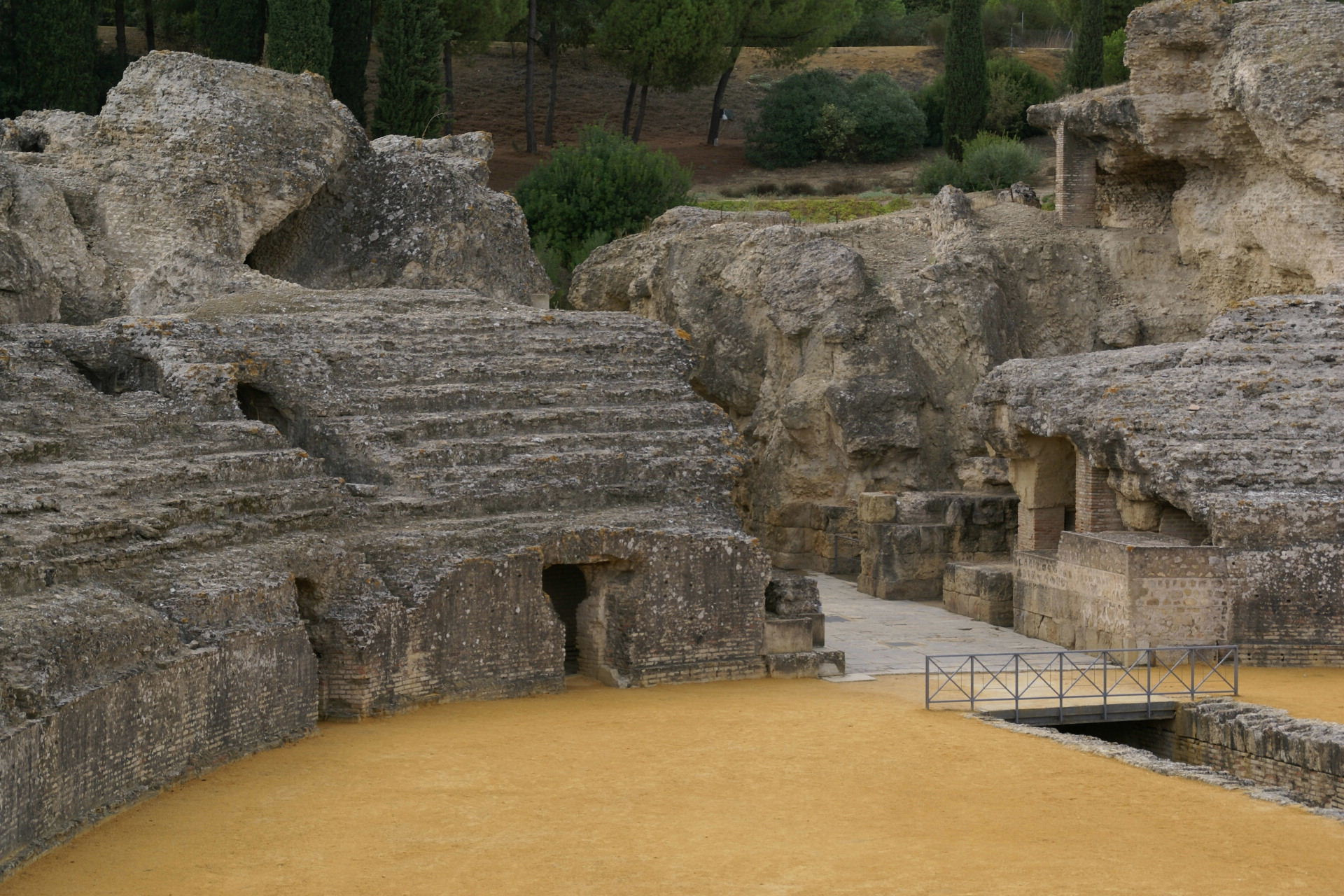
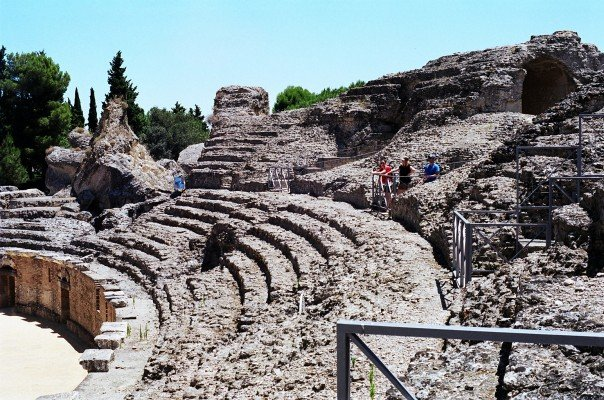
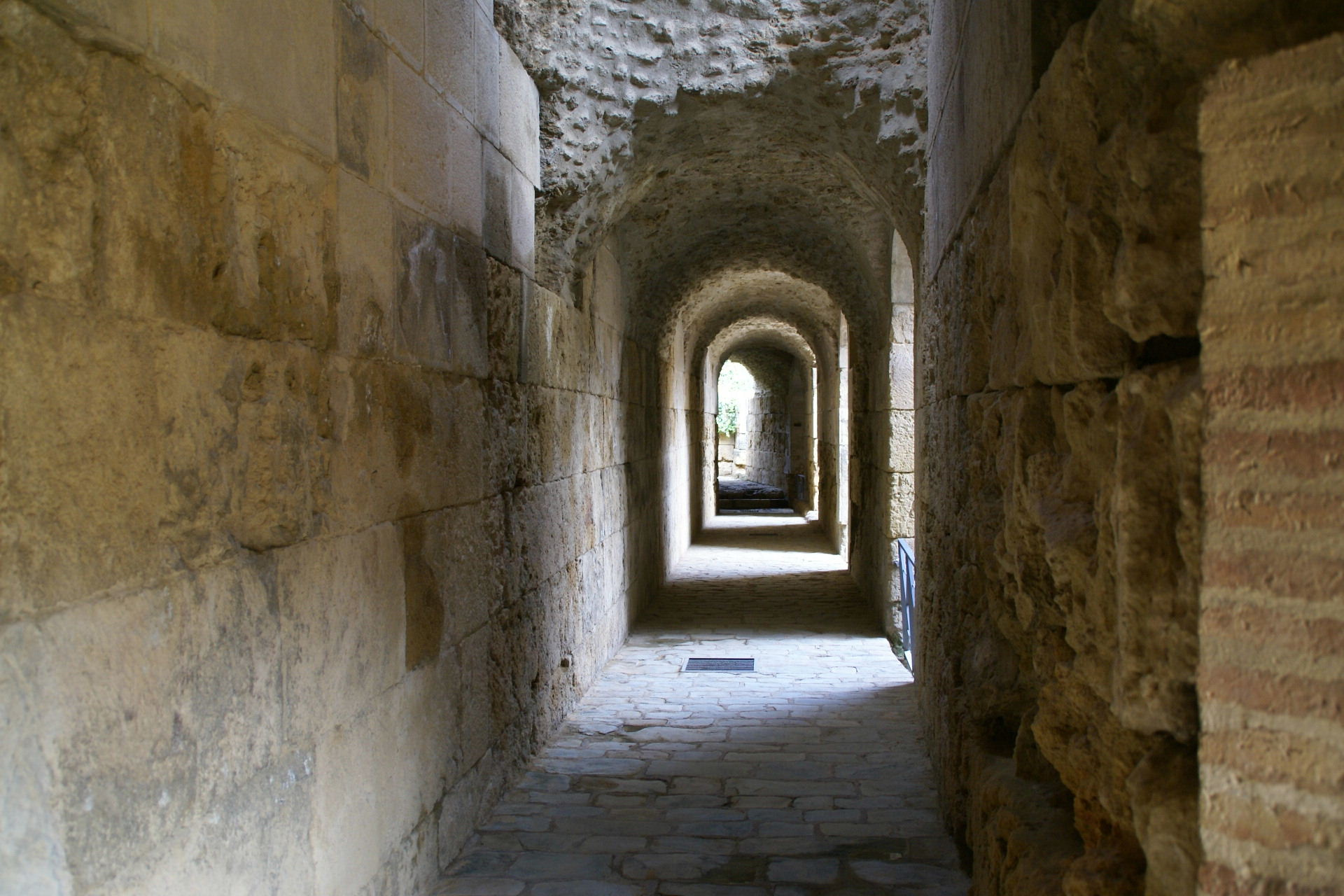